# Nahr Beyrouth

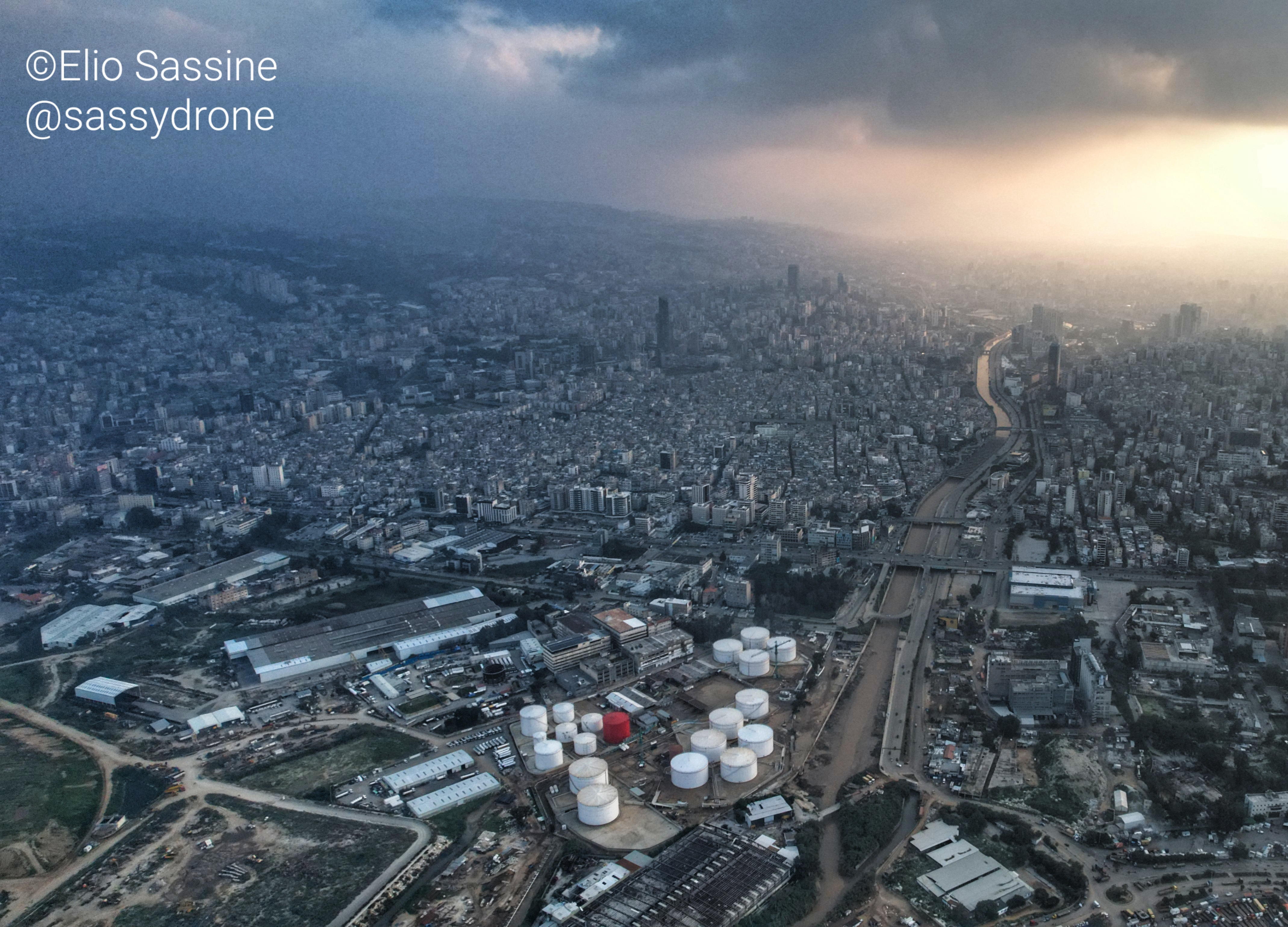

Le Nahr Beyrouth, ou fleuve de Beyrouth, est un fleuve côtier libanais prenant sa source dans les montages libanaises, à Hammana, et se jetant dans la mer Méditerranée au niveau de Beyrouth dont il représente la frontière administrative. Le Nahr al Jaamani est son principal affluent. Le fleuve est appelé « Nahr al Maten » de sa source jusqu'à l'embouchure de Nahr al Jaamani. Ce fleuve a un degré de pollution élevé car les égouts de la ville de Beyrouth le rejoignent peu à peu tout au long de son passage dans la ville et la plus grande partie juste avant son embouchure. Totalement à sec en été, sa longueur totale est de 29 kilomètres[réf. nécessaire]. Il n'est pas navigable.

## Histoire
Selon la légende de Saint Georges, celui-ci aurait tué le dragon quelque part près de l'embouchure du fleuve.

### Âge de la pierre
Durant l'âge de la pierre, la ville de Beyrouth était composée de deux îles dans le delta du fleuve. Année après année, le delta s'est ensablé et une seule grande masse de terre s'est formée.

### Antiquité
Durant l'Antiquité, le fleuve était connu sous le nom de Magoras et était un lieu de culte du dieu Hélios. Les Romains y construisirent un aqueduc avec un pont de 240 mètres pour apporter de l'eau à la ville de Béryte.

### Renaissance
Selon certains, l'émir Fakhr-al-Din II aurait construit ou restauré un pont de sept arches sur le fleuve,.

### Âge industriel
Au XIXe siècle, des industries se sont développées sur les rives de fleuve.

### XXesiècle
Le fleuve est emmuré sur 4 kilomètres depuis 1968, de l'entrée dans Beyrouth jusqu'à peu avant son embouchure.

#### Restauration
Beaucoup de Libanais veulent restaurer le fleuve de Beyrouth en le convertissant en une étendue verte qui longe la ville avec un cours d'eau, des jardins, et même un train électrique.